# Diospyros batocana
Diospyros batocana är en tvåhjärtbladig växtart som beskrevs av William Philip Hiern. Diospyros batocana ingår i släktet Diospyros och familjen Ebenaceae. Inga underarter finns listade i Catalogue of Life.